# بخش مرکزی شهرستان شهرکرد
بخش مرکزی شهرستان شهرکرد یکی از بخش‌های شهرستان شهرکرد در استان چهارمحال و بختیاری ایران است.

## تقسیمات کشوری
- بخش مرکزی شهرستان شهرکرد
  - دهستان حومه (شهرکرد)
  - دهستان طاقانک

شهرها: شهرکرد، هفشجان، کیان، طاقانک و نافچ

## جمعیت
بنابر سرشماری مرکز آمار ایران، جمعیت بخش مرکزی شهرستان شهرکرد در سال ۱۳۸۵ برابر با ۲۲۷۷۵۸ نفر بوده است.